# Taghzout (tribu)
 (juin 2025).
- Si vous ne connaissez pas le sujet, laissez ce bandeau (vous pouvez alors contacter les auteurs).
- Si vous supprimez le contenu mis en cause (vous pouvez préalablement contacter les auteurs),

argumentez précisément cette suppression dans la page de discussion
(un manque de référence n'est pas un argument ; une recherche réelle de référence doit avoir été effectuée, être formellement documentée).
 (juin 2025).
 (janvier 2025).
Si vous disposez d'ouvrages ou d'articles de référence ou si vous connaissez des sites web de qualité traitant du thème abordé ici, merci de compléter l'article en donnant les références utiles à sa vérifiabilité et en les liant à la section « Notes et références ».
La tribu de Taghzout est un groupe berbère appartenant à la confédération des Sanhadja de Srayr, située dans la région montagneuse du Rif, au nord-est du Maroc.

## Langue
La dominante langue est le sanhadji de Srayr, considéré par l'UNESCO comme étant « en situation critique ».

## Économie
Leur mode de vie est principalement axé sur l'agriculture et l'élevage, avec une forte tradition de culture berbères et une organisation sociale tribale. Aussi réputé pour son économie artisanale dynamique, centrée sur le travail du bois et du cuir. Ces savoir-faire traditionnels jouent un rôle essentiel dans le soutien des moyens de subsistance de la communauté, la préservation du patrimoine culturel, et offrent des opportunités économiques dans cette zone montagneuse.

## Culture
Les Taghzout préservent des coutumes culturelles et religieuses traditionnelles, influencées par l'islam sunnite et les pratiques berbères. Ils vivent dans un environnement rural, souvent isolé, et font face à des défis contemporains liés à la modernisation et aux infrastructures.